# Gabriel Seijas
Gabriel Nicolás Seijas (24 marzo 1994) è un calciatore argentino, centrocampista svincolato.

## Caratteristiche tecniche
Gioca come esterno di centrocampo.